# Cronologia da história do mundo
Esta cronologia da história do mundo descreve os principais eventos ocorridos na Terra, desde o surgimento da vida até os dias atuais, focando sua atenção no registro da atuação do ser humano sobre o planeta; registra os principais fatos, percebidos por diversos ramos da Ciência, além da própria História: Astronomia, Física, Paleontologia, Biologia, Geologia, entre outros.

## Cronologia da vida na Terra
Considera-se que o planeta tenha cerca de 4,6 bilhões * de anos. Neste período, estima-se que a vida tenha iniciado depois de 600 milhões de anos, com o resfriamento da Terra. Em linhas gerais, assim foi demarcado o surgimento e evolução das espécies:
Nota: Ba.=Bilhões de anos / Ma.=Milhões de anos
| Época   | Evento                                       |
| ------- | -------------------------------------------- |
| 4.6 Ba. | Origem da Terra e da Lua                     |
| 3.6 Ba. | Surgimento da vida – organismos unicelulares |
| 3.3 Ba. | Seres capazes de realizar fotossíntese       |
| 2 Ba.   | Seres com células complexas                  |
| 1 Ba.   | Seres multicelulares                         |
| 600 Ma. | Animais simples                              |
| 570 Ma. | Artrópodes                                   |
| 550 Ma. | Animais complexos                            |
| 500 Ma. | Surgimento dos peixes e proto-anfíbios       |
| 475 Ma. | Vegetais terrestres                          |
| 400 Ma. | Insetos e sementes                           |
| 365 Ma. | Anfíbios                                     |
| 300 Ma. | Répteis                                      |
| 230 Ma. | Surgimento dos dinossauros                   |
| 200 Ma. | Primeiros mamíferos                          |
| 150 Ma. | Primeiras aves                               |
| 100 Ma. | Surgimento das flores                        |
| 65 Ma.  | Extinção dos dinossauros.                    |

## Evolução humana
|  |

## Cronologia da Humanidade
A periodização clássica adotada pela Historiografia divide os períodos históricos humanos da seguinte forma:
|                                       | Pré-história Das origens do homem até 4 000 a.C. | Antiguidade De c. 4000 a.C. a 476 | Idade Média De 476 a 1453 | Idade Moderna De 1453 a 1789 | Idade Contemporânea de 1789 aos dias atuais |
| Evento que marca o início de cada era | Origem da espécie humana                         | Invenção da escrita               | Queda do Império Romano   | Queda de Constantinopla      | Revolução francesa                          |

### Pré-história
A pré-história tem como evento mundial a erupção do supervulcão Toba, com a quase extinção humana e provável causa da saída da África, c. 75 000 anos atrás.
| Anos             | Ásia | Europa                                                                        | África | Outras regiões                                            |
| ---------------- | --- | ----------------------------------------------------------------------------- | --- | --------------------------------------------------------- |
| 40 000 a.C.      | | - Homem de Cro-Magnon                                                         | | - Povoamento da Austrália                                 |
| 35 000 a.C.      | | - Fim do Neandertal - Cultura de Aurignac                                     | | - Povoamento da América do Norte                          |
| 15 000 a.C.      | | - Período Magdaleniano - Pinturas de Altamira - Pinturas rupestres de Lascaux | |                                                           |
| 12 000 a.C.      | - Göbekli Tepe |                                                                               | |                                                           |
| 10 000 a.C.      | - Início da agricultura (sudoeste asiático) |                                                                               | |                                                           |
| 9 000–8 000 a.C. | - Início do pastoreio - Ocupação do Oriente Próximo - Surgimento da cidade-estado |                                                                               | | - Início das migrações para o sul, nas Américas           |
| 8 000−6 000 a.C. | - Neolítico na China e no Japão - Cultivo do arroz (Tailândia) - Fundação de Jericó - Na Anatólia, fundição do cobre - Primeiros objetos cerâmicos                                      | - Início da agricultura na Grécia                                             | |                                                           |
| 5 000–4 000 a.C. | - Fundição do bronze - Uso do arado | - Celeiros na Europa                                                          | - Aldeias Neolíticas nas margens do Nilo - Ocupação agrícola do Egito - Fundação da 1ª dinastia do Egito: faraó Narmer |                                                           |
| 3 200 a.C.       | - Invenção da escrita - Invenção da roda - Primeira cidade na China - Lã na Mesopotâmia - Domesticação de carneiros, cabras e ovelhas na Anatólia - Desenvolvimento mineiro na Anatólia | - Difusão do Neolítico - Primeiras cidades no Egeu                            | | - Produção de milho no México - Cultivo da batata no Peru |

### Antiguidade
| Anos             | Ásia | Europa | África                                                                                         | Outras regiões                                                                                    |
| ---------------- | --- | --- | ---------------------------------------------------------------------------------------------- | ------------------------------------------------------------------------------------------------- |
| 3 000 a.C.       | - Apogeu da cultura de Harapa e Moenjodaro (vale do Indo) | - Civilização minoica (Creta) | - Construção das pirâmides                                                                     | - Cerâmica nas Américas - Florescimento de Caral.                                                 |
| 2 000 a.C.       | - Fundação do império Assírio - Código de Hamurábi - Fundação da Dinastia Shang - Império dos Hititas | - Stonehenge - Metalurgia do bronze | - Novo Império Egípcio - Abissínios no Alto Egito                                              | - Período Pré-Clássico da Civilização Maia - No Peru, trabalho em metal - Povoamento da Melanésia |
| 1 800 a.C.       | - 1ª dinastia dos Amoritas | |                                                                                                |                                                                                                   |
| 1 700 a.C.       | | | - Domínio do Egito pelos Hicsos                                                                |                                                                                                   |
| 1 500 a.C.       | - Arianos dominam norte da Índia - Primeira cidade na China - Primeiros ideogramas chineses - Composição dos Vedas e Bramanismo. - Reino de Mitani | - Início da Civilização Micênica, na Grécia - Destruição da Creta minoica - Escrita linear, em Creta.                                                                               | - Apogeu da civilização egípcia.                                                               | - Cultura Cupisnique.                                                                             |
| 1 200 a.C.       | - Surge o judaísmo - Êxodo judaico - Fenícios desenvolvem o alfabeto. - Início da Idade do Ferro no Próximo Oriente - Fim do império Hitita | - Fim da era micênica, na Grécia | - Ramessés III, último grande Faraó                                                            | - Povoamento de Fiji e Polinésia oriental - Civilização dos Olmecas                               |
| 1 100 a.C.       | - Início da expansão comercial e naval dos Fenícios | - Primeira Idade do Ferro - Início da colonização do Mediterrâneo Ocidental pelos Fenícios                                                                                          |                                                                                                |                                                                                                   |
| 1 000 a.C.       | - Rei David une Judá e Israel - Expansão ariana a leste (Índia) - Apogeu do reino de Israel | - Etruscos chegam à Itália - Fenícios no Mediterrâneo |                                                                                                | - Cultura Adena - Civilização de Chavín                                                           |
| 900−800 a.C.     | - Ascensão de Urartu - Upanishades; Arianos se expandem para o sul (Índia). - Reinado de Salomão em Israel - Separação de Judá e Israel em dois reinados - O Egito invade Judá e Israel | - Cidades-Estado na Grécia - Ilíada de Homero - Colónias fenícias na Península Ibérica e Itália                                                                                     | - Fundação de Cartago - Reino de Cuxe (Núbia) - Colônias fenícias no Norte de África           | - Chavin de Huantar - Izapa                                                                       |
| 700 a.C.         | - Apogeu militar assírio - Fim do feudalismo Chou - introdução do ferro (China); - Jimmu, primeiro imperador japonês - Apogeu do império Babilónico - Fim do reino de Israel | - Fundação de Roma - Colônias gregas - Jogos Olímpicos - Citas na Europa Oriental.                                                                                                  |                                                                                                | - Cultura de Paracas                                                                              |
| 600 a.C.         | - Primeiras moedas (Reino da Lídia) - Trabalho em ferro - Queda do Império Assírio - Cativeiro judeu em Babilônia | - Tiranos gregos, - Poesia lírica e - Primeiras moedas (Grécia) - Leis aristocráticas de Drácon, em Atenas                                                                          | - Assírios conquistam o Egito                                                                  | - Civilização Wari                                                                                |
| 500 a.C.         | - Cingaleses chegam ao Ceilão - Reinado de Dario I - Revolta jônica contra os persas - Siddhartha Gautama, o Buda histórico - Instaurado o sistema de Castas (Índia) - Profeta Zoroastro. - Fim do império Babilónico e domínio deste pelo império Aqueménida - O rei Nabucodonosor destrói Jerusalém e expulsa os Judeus - Ciro, o Grande, rei dos Persas - Domínio persa da Fenícia | - República romana - Clístenes institui a democracia - Tales de Mileto, início da filosofia ocidental                                                                               | - O ferro expande-se ao sul do Saara - Cultura de Noque (Nigéria)                              | - Escrita hieroglífica (México) - Monte Albán                                                     |
| 400 a.C.         | - Início da era dos Estados beligerantes (China) - Confúcio | - Período clássico grego - Confederação de Delos - Cultura La Tène (Europa central ) - Guerra do Peloponeso                                                                         |                                                                                                | - Civilização dos Zapotecas - Civilização de Nazca - Destruição de La Venta                       |
| 300 a.C.         | - Império Máuria, de Chandragupta - Surgimento das escolas taoístas | - Felipe II da Macedônia - Alexandre Magno | - Ptolomeu I no Egito                                                                          |                                                                                                   |
| 200 a.C.         | - Asoka converte-se ao budismo - Shih Huang-ti unifica a China - Ársaces I reina a Pártia | - Roma domina a Itália central - Roma conquista a Espanha | - Fundação da Biblioteca de Alexandria - Primeira Guerra Púnica - Segunda Guerra Púnica        | - Tres Zapotes                                                                                    |
| 100 a.C.         | - Noroeste da Índia conquistada por Demétrio e Menandro - Expansão Han - Abertura da Rota da seda | - Roma conquista a Macedônia - Grécia sob domínio romano - Guerra civil em Roma | - Terceira Guerra Púnica – destruição de Cartago - Introdução do dromedário no Saara           | - Civilização Moche                                                                               |
| 1 a.C.           | - Santuário Ise (Japão) - Vitória parta sobre Roma | - Cidadania romana em toda a Itália - Conquista da Gália por Júlio César - Guerra civil romana, ascensão de César - Calendário Juliano - Fim da República Romana, Augusto imperador | - Morte de Cleópatra - Egito província romana                                                  |                                                                                                   |
| século I         | Início da Era vulgar ou Era Cristã | Início da Era vulgar ou Era Cristã | Início da Era vulgar ou Era Cristã                                                             | Início da Era vulgar ou Era Cristã                                                                |
| século I         | - Advento do Cristo - Destruição do Templo de Jerusalém - Wang Mang depõe os Han - Volta da dinastia Han - Império Cuchana - China conquista a Mongólia | - Roma invade a Grã-Bretanha | - Mauritânia província de Roma - Expansão do reino Axum (Etiópia) - Início das migrações Bantu |                                                                                                   |
| século II        | - Rebeliões dos turbantes amarelos (China) - Trajano conquista Mesopotâmia - Rebelião judaica – Diáspora | - Auge do Império romano - Varíola dizima o Império - Invenção do papel, na China - Budismo na China                                                                                | - Tribos bérberes e mandingos no Sudão                                                         |                                                                                                   |
| século III       | - Conclusão do Mishnah - Mahabharata, Ramayana e Bhagavad Gita - Bússola, na China - Crucifixão de Mani - China divide-se em 3 Estados - Dinastia Sassânida (Pérsia) | - Cidadania romana em todo Império - Início de ataques godos a Roma. - Diocleciano reorganiza o Império. - Desenvolvimento da teologia cristã                                       | - Expansão dos Axum até o Mar Vermelho                                                         | - Período Clássico da Civilização Maia                                                            |
| século IV        | - Hsiung-nu invade a China - Império Gupta - Hunos na Pérsia e Índia. | - Constantinopla capital do Império Romano - Hunos na Europa |                                                                                                | - Cidades-estado no México - Povoamento da Polinésia Ocidental                                    |
| século V até 476 | | - Vândalos na Gália e Espanha - Vulgata concluída. - Destruição de Roma pelos Visigodos - Agostinho de Hippo - Grã-Bretanha ocupada por jutos, anglos e saxões                      | - Vândalos na África do Norte                                                                  | - Teotihuacan - Tikal - Uaxactun                                                                  |

### Idade Média
| Anos               | Ásia | Europa | África | Outras regiões |
| ------------------ | --- | --- | --- | --- |
| século V desde 476 | - Fim do Império Gupta | - Fim do Império Romano do Ocidente (476) - Clóvis rei dos francos. - Francos convertem-se ao cristianismo - Ostrogodos na Itália - Átila invade a Europa                                                                               | | |
| século VI          | - China reunificada (Dinastia Sui) - Budismo no Japão - Sistema decimal na Índia.                                                                                 | - Alarico derrotado por Clóvis - Justiniano - Peste bubônica na Europa - Gregório I expande poder da Igreja | - Justiniano ocupa o norte da África                                                                              | |
| século VII         | - Advento de Maomé - Redação do Alcorão - Sri Harsha (Índia) - Unificação da Coreia - Árabes na Síria e no Iraque - Cúpula da Rocha, em Jerusalém                 | - Império Bizantino - Búlgaros nos Bálcãs - Batalha de Tertry | - Árabes conquistam Alexandria                                                                                    | - Apogeu dos Maias - Totonacas, no México - Titicaca, nos Andes                                                                  |
| século VIII        | - Fundação de Bagdá - Numerais arábicos - Nara capital do Japão - Califado abássida                                                                               | - Invasão muçulmana da Península Ibérica - Batalha de Poitiers - Carlos Martel vence os árabes - Carlos Magno rei. | - Império de Gana                                                                                                 | |
| século IX          | - Primeiro livro impresso (China) | - Tratado de Verdun - Fundação de Novogárdia - Quieve capital russa - Alfabeto cirílico - Egberto une a Heptarquia anglo-saxã - Cerco de Paris pelos normandos                                                                          | | - Civilização Anasazi - Expansão Tiahuanacoide, nos Andes - Colonização da Ilha de Páscoa e Nova Zelândia - Fim da cultura Maia. |
| século X           | | - Abadia de Cluny - Califado de Córdova - Oto I Imperador Sacro Império Romano Germânico - Dinastia capetíngia - Conversão do príncipe Vladimir - Leif Eriksson chega na América (Canadá)                                               | | - Expansão Inca (Peru) |
| século XI          | - Cruzados em Jerusalém | - Canuto, rei da Dinamarca e Inglaterra - Cisma grego. - Normandos conquistam a Sicília - A Canção de Rolando - Boleslau I (Polônia) - Batalha de Hastings - Primeira Cruzada (Urbano IV)                                               | | - Toltecas e Mixtecas (México)                                                                                                   |
| século XII         | - Saladino | - Concordata de Worms - Batalha de São Mamede - Batalha de Ourique – Afonso Henriques rei de Portugal - Universidade de Bolonha - Segunda e Terceira Cruzadas - Catedral de Notre-Dame de Paris - Império Angevino - Francisco de Assis | | |
| século XIII        | - Gengis Khan - Kublai Khan: dinastia Yuan | - Constantinopla – Quarta Cruzada | - Cidades-Estado Hauçás (Nigéria) - Império do Mali                                                               | |
| século XIV         | - Fim do Xogunato Minamoto - Guerra civil no Japão - Expansão chinesa no sudeste asiático - Império de Majapait (Java) - Dinastia Mingue - Tamerlão - Peste negra | - Papado de Avinhão - Ivan I recupera Moscovo - Peste negra - Grande Cisma do Ocidente - União de Kalmar | - Império de Benin                                                                                                | - Astecas, no México |
| século XV          | - Navegações chinesas - Expansão vietnamita - Batalha de Ankara                                                                                                   | - Henrique V - Joana D'Arc - Gutenberg: invenção da imprensa - queda de Constantinopla (1453) | - Conquista de Ceuta - Grande Zimbabwe - Universidade do Tombuctu - Império Monomopata - Império de Oió (Nigéria) | - Incas conquistam o Reino de Chimu - João Coelho alcança a Ilha de Itamaracá                                                    |

### Idade Moderna
| Anos                  | Ásia | Europa | África | Outras regiões |
| --------------------- | --- | --- | --- | --- |
| século XV desde 1453  | - Maomé II, o Conquistador conquista Constantinopla - Dinastia Safávida (Pérsia) - Expansão Vietnamita ao sul                                                                      | - Bíblia de Gutenberg - Renascença Italiana - Universidades de Nantes e de Bruges - Mouriscos expulsos de Espanha - Tratado de Tordesilhas                               | - Império Songai - Bartolomeu Dias cruza o Cabo - Vasco da Gama contorna a África - Espanha conquista norte do continente                       | - Incas conquistam Reino de Chimu - Colombo na América - Duarte Pacheco Pereira alcança a foz do Rio Amazonas no Brasil - Cabral no Brasil.                                                                   |
| século XVI            | - Conquista de Malaca pelos portugueses - Otomanos conquistam Síria, Egito e Arábia - Batalha de Panipat - Altan Khan na China - Portugueses em Macau - Yermak conquista a Sibéria | - Reforma protestante - Camões - Companhia de Jesus - Calendário gregoriano - Concílio de Trento - Portugal sob domínio espanhol                                         | - Postos comerciais portugueses no Oriente - Império do Mali destruído - Colônia de Angola - Batalha de Alcácer-Quibir - Auge do Império de Oió | - Aleixo Garcia alcança e saqueia a região de Cochabamba com ajuda dos Guaranis. - Fundação de Salvador e do Rio de Janeiro - Espanhóis nas Filipinas - Espanhóis derrotados na Batalha de Mactan (Filipinas) |
| século XVII           | - Xogunato Tokugawa - Teatro Kabuki - Holandeses em Jacarta e Malaca | - Independência da República Holandesa - Guerra dos Trinta Anos - Execução de Carlos I - Russos dominam a Ucrânia - Luís XIV - Revolução Gloriosa - Fim da União Ibérica | - Destruição dos Império Monomotapa - Colônia do Cabo - Franceses no Senegal - Batalha de Ambuila                                               | - Colônia de Jamestown - Fundação do Quebec - Mayflower - Descoberta da Nova Zelândia - Invasões holandesas do Brasil                                                                                         |
| século XVIII até 1789 | - Fundação do Afeganistão - Unificação da Birmânia - Ingleses na Índia | - Motor a vapor - Terramoto de Lisboa - Revolução Industrial - Tratado de Paris                                                                                          | - Primeira Guerra Xhosa entre Bantus e Bôeres - Ashantis na Costa do Ouro - Restauração Borno no Sudão                                          | - Bering no Alasca - Conquista inglesa do Quebec e Montreal - Independência dos Estados Unidos |

### Idade Contemporânea
| Anos                            | Ásia | Europa | África | Outras regiões |
| ------------------------------- | --- | --- | --- | --- |
| século XVIII desde 1789         | - Conquista do Ceilão | - Revolução Francesa (1789) - Rússia conquista o Mar Negro - Guerras Napoleônicas                                                                                                | - Napoleão no Egito | - Inconfidência Mineira - Bolsa de Nova Iorque |
| século XIX                      | - Fundação de Singapura - Guerra de Java - Guerras do ópio - Rebelião Taiping | - Waterloo - Congresso de Viena - Zollverein - Guerra da Crimeia - Unificação italiana - Manifesto Comunista - Charles Darwin - Guerra franco-prussiana - Invenção da Fotografia | - Fim do tráfico negreiro - Fundação da Libéria - Reino dos Zulus - Franceses na Argélia - Canal de Suez - Batalha de Adwa - Guerra dos Bôeres | - Doutrina Monroe - Guerra da Cisplatina - Independência do Brasil - Fim da Grã-Colômbia - Guerra do México - Guerra de Secessão - Guerra Hispano-Americana |
| Eventos mundiais do Século XIX: | Eventos mundiais do Século XIX: | - Jogos Olímpicos | Feira Mundial | |
| século XX                       | - Bomba atômica em Hiroshima e Nagasaki - Mao Tse-tung na China - Independência hindu e paquistanesa - Guerra da Coreia e Vietnã - Conflitos árabes-israelenses - Guerra Irã-Iraque - Guerra do Golfo | - Teoria da relatividade - Invenção do avião - URSS - Guerra Civil Espanhola - CEE e União Europeia - Programa espacial soviético - Reunificação alemã - Fim da URSS             | - Independência das nações africanas. - Fim do Apartheid                                                                                       | - Ataque a Pearl Harbor - Grande Depressão - Homem na Lua                                                                                                   |
| Eventos mundiais do Século XX:  | Eventos mundiais do Século XX: | - Gripe espanhola - I Guerra Mundial - II Guerra Mundial | - ONU; OPEP - Guerra Fria; Corrida Espacial | - Epidemia de AIDS/SIDA - Computador e internet - Estação Espacial Internacional                                                                            |
| século XXI                      | - Invasão do Afeganistão - Invasão do Iraque - Primavera Árabe - Terremoto e tsunâmi do Japão | - Crise migratória - Invasão russa da Ucrânia | - Primavera Árabe - Surto de ebola | - Ataques de 11 de Setembro |
| Eventos mundiais do Século XXI: | Eventos mundiais do Século XXI: | - Crise econômica de 2008 - Pandemia de COVID-19 (2020) | - Pandemia de gripe (2009) - Criptomoedas | - Agravamento do aquecimento global |